# Oryzomys peninsulae
Oryzomys peninsulae és una espècie de mamífer rosegador de la família dels cricètids. La seva distribució correspon a l'extrem meridional de la península de Baixa Califòrnia. Tan sols se'n coneix una vintena d'exemplars, tots recollits cap al 1900. Des d'aleshores, podria haver-se extingit a causa de la destrucció del seu hàbitat riberenc. Es tracta d'un representant de mida mitjana del gènere Oryzomys. Fou descrit com a espècie a part el 1897, però posteriorment fou inclòs en espècies més comunes fins que el 2009 fou recategoritzat com a espècie.